# دستگاه بلوری شش‌گوشه

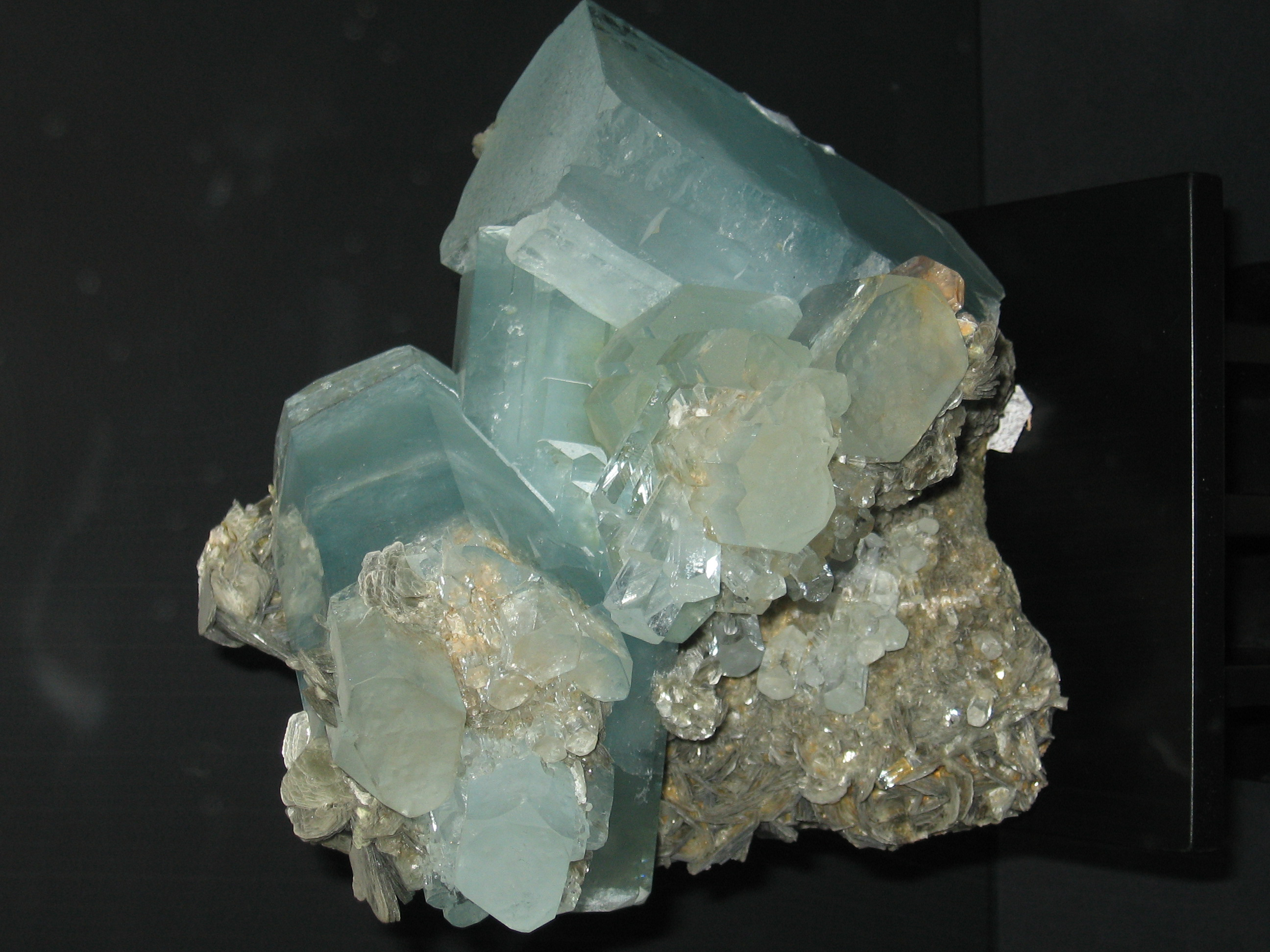
بلور بریل (Be3Al2(SiO3)6) با ساختار شش‌گوشه

یاخته شش‌گوشه

دستگاه بلوری شش‌گوشه یا سامانهٔ شش‌گوشه‌ای که سامانهٔ شش‌گوش یا هگزاگونال (به انگلیسی: Hexagonal crystal system) یکی از ۷ دستگاه بلوری (دستگاهی که با سه بردار شناخته می‌شود) است.
یکی از ساختارهای فشرده است که در آن فضای تهی میان اتم‌ها به کمینه کاهش یافته است یا به دیگر سخن انباشتگی بسته دارد.
بیش تر فلزها، آلیاژها و حتی سرامیک‌ها دارای ساختارهایی از گونهٔ مکعبی هستند و کم‌تر فلزها و آلیاژهایی هستند که دارای چنین ساختاری (شش‌گوشه) باشند؛ مانند Mg و Zn. در دانش کانه‌شناسی بیشتر به ساختارهای هگزاگونال (شش گوشه) برمی‌خوریم.